# Lojanice
Lojanice (en serbe cyrillique : Лојанице) est un village de Serbie situé dans la municipalité de Vladimirci, district de Mačva. Au recensement de 2011, il comptait 525 habitants.

## Démographie
| 1948  | 1953  | 1961 | 1971 | 1981 | 1991 | 2002 | 2011 |
| ----- | ----- | ---- | ---- | ---- | ---- | ---- | ---- |
| 1 007 | 1 058 | 950  | 880  | 812  | 722  | 641  | 525  |

|  |